# Los Ejidos
Los Ejidos är en ort i Mexiko.   Den ligger i kommunen Zacualpan och delstaten Mexiko, i den sydöstra delen av landet, 100 km sydväst om huvudstaden Mexico City. Los Ejidos ligger 1 687 meter över havet och antalet invånare är 256.
Terrängen runt Los Ejidos är huvudsakligen kuperad, men den allra närmaste omgivningen är platt. Terrängen runt Los Ejidos sluttar österut. Runt Los Ejidos är det ganska tätbefolkat, med 139 invånare per kvadratkilometer. Närmaste större samhälle är Ixtapan de la Sal, 11,0 km nordost om Los Ejidos. I omgivningarna runt Los Ejidos växer huvudsakligen savannskog.